# Стоян Новакович
Стоян Новакович (Стојан Новаковић; 1 листопада 1842, Шабац — 18 лютого 1915, Ніш) — сербський політик, письменник, дипломат, філолог, історик, голова Сербської академії наук і мистецтв.
З відзнакою закінчив гімназію в Шабаці (1857), завершив вищу гімназію (1860). У Белграді закінчив Ліцей (відділення права) трьома роками пізніше.
В 1865 році став професором гімназії і обраний членом Сербського наукового товариства. Був професором Великої школи (сучасний Університет Белграда).
З 1873 року обіймав посаду міністра освіти у уряді Йована Ристича (1873—1875 і 1880—1885), провів реформу середньої освіти, розділивши гімназії на суспільний і природничий напрямки.
Як дипломат сім років очолював місію в Стамбулі (1885—1892). Він став першим політиком, який використав македонський націоналізм (маргінальний, зароджуваний та ідеологічно несформований на той час) як ідеологію протистояння сильним позиціям Болгарії в Македонії  та як перехідний етап до повної сербізації її слов'янського населення. Після повернення очолив Державну раду (1895—1896). Знову був відправлений послом в Стамбул (до 1900), потім в Париж і до 1905 року в Санкт-Петербург, де і пішов у відставку.
Після повернення до Сербії відтворив Прогресивну партію. Під час Першої світової війни Новакович був обраний головою уряду.

## Наукова діяльність
Був керівником Національної бібліотеки в Белграді (1869—1874).

Перекладав поезію Адама Міцкевича (1886).
При заснуванні Сербської академії наук і мистецтв (1886) обраний в числі перших 16 членів — академіків від філософських наук. Указом призначений (1 лютого 1906) головою Академії і залишався на цій посаді до своєї смерті 1915.
При створенні Сербського книжкового товариства (1892) був обраний його головою.
Був членом Російської академії наук.
Розробив проект Конституції Сербського королівства 1901 року.
Заснував в 1865 році альманах «Віла» і редагував його до 1868 року.
Написав граматику сербської мови для школи.
Видав Законник Стефана Душана в 1870 і 1898 роках.
Товариство істориків Сербії носить ім'я Стояна Новаковича.